# Fuenlabrada de los Montes
Fuenlabrada de los Montes é um município da Espanha na comarca de La Siberia, província de Badajoz, comunidade autónoma da Estremadura, de área 191 km². Em 2021 tinha 1 793 habitantes (densidade: 9,4 hab./km²).
É o quinto município de Espanha com mais de mil habitantes com menor taxa de renda bruta declarada, apenas 11.673 euros por ano por habitante

## Demografia
| Variação demográfica do município entre 1991 e 2016 [carece de fontes?] | Variação demográfica do município entre 1991 e 2016 [carece de fontes?] | Variação demográfica do município entre 1991 e 2016 [carece de fontes?] | Variação demográfica do município entre 1991 e 2016 [carece de fontes?] | Variação demográfica do município entre 1991 e 2016 [carece de fontes?] |
| ----------------------------------------------------------------------- | ----------------------------------------------------------------------- | ----------------------------------------------------------------------- | ----------------------------------------------------------------------- | ----------------------------------------------------------------------- |
| 1991                                                                    | 1996                                                                    | 2001                                                                    | 2004                                                                    | 2016                                                                    |
| 2172                                                                    | 2103                                                                    | 1991                                                                    | 1953                                                                    | 1911                                                                    |